# Владимир (Путята)
Монах Влади́мир (в миру Все́волод Влади́мирович Путя́та; 2 [14] октября 1869, Москва — 5 февраля 1936, Киров) — лишённый сана епископ Русской православной церкви. В 1918 году, не признав решения о лишении его сана, основал «Народную церковь» в Пензе, слившуюся в 1922 году с обновленчеством, откуда в 1934 году перешёл в григорианский раскол. Перед смертью покаялся и принят в Московский патриархат как простой монах.

## Биография
Сын артиста театра Владимира Ивановича Путяты (1850—1880 гг.), из обедневшего рода смоленских помещиков. Мать Раиса Васильевна Шлыкова (1853—1923 гг.), из тульских дворян, дочь действительного статского советника, врач-окулист. Брак родителей был очень ранним и неудачным, они развелись в 1873 г.
Получил блестящее воспитание и всестороннее образование. С юности владел французским, английским и немецким языками; имея способности к языкам, он изучил итальянский язык и владел древними языками — греческим и латинским. Обладал редкой красотой и завидной внешностью. Громадным успехом он пользовался в дамском обществе, в котором он был лихим танцором и ухажёром.
В 1887 году окончил 1-ю Тульскую гимназию; в 1891 году с похвалою окончил Демидовский юридический лицей, в 1897-м — Военную юридическую академию и произведён в штабс-капитаны, затем по фамильной традиции поступил офицером лейб-гвардии Преображенского полка и быстро выслужился и выдвинулся. Как писал протопресвитер Георгий Шавельский, «был близок к полковнику Преображенского полка будущему императору Николаю II, бывал у него как близкий человек и этим впоследствии кичился».
В 1898 году переведён в военно-судебное ведомство. По воспоминаниям Георгий Шавельского: «Будучи принятым при дворе, молодой красивый и пронырливый поручик сумел увлечь великую княжну Елену, дочь дяди императора Николая II. О том, что княжна могла выйти замуж только за иностранного принца, Всеволод, конечно, знал. Однако роман бурно развивался. Конец ему положила беседа с глазу на глаз между великим князем Владимиром Александровичем и поручиком Путятой, где последнему на выбор было предложено: либо уехать из России, либо пустить себе пулю в лоб».

## В Православной российской церкви
Вскоре Всеволод Путята бросил военную службу и в 1899 году поступил в Казанскую духовную академию. Уход в академию поразил его близких и всё гвардейское офицерство и высший свет, где он был принят, как «свой человек».

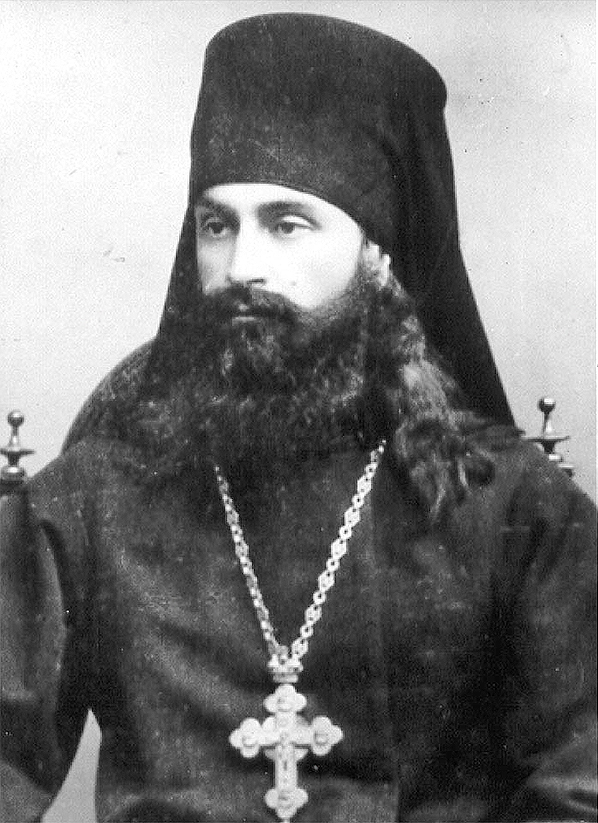

21 января 1900 года пострижен в монашество с именем Владимир, а 8 ноября того же года рукоположён во иеромонаха.
Академию он, без особого разрешения Святейшего синода, окончил в два года вместо положенных четырёх лет. В 1901 году по окончании академии назначен инспектором Казанской духовной семинарии.
В 1902 году определён настоятелем церкви при Русском посольстве в Риме с возведением в сан архимандрита.
Здесь Путята трудился над своей магистерской диссертацией. Его знание языков и разные возможности открыли ему двери русских и иностранных архивов и библиотек, и он смог использовать даже в Италии недоступные для большинства студентов академии книжные и рукописные материалы.
В 1906 году за труд на тему «Государственное положение Церкви и религии в Италии» получил учёную степень магистра богословия.
В Риме как прекрасно владевший итальянским языком он сблизился с высшим обществом столицы. Его похождения кончились тем, что сам папа римский написал российскому послу, что дальнейшее пребывание любвеобильного священнослужителя в Ватикане нежелательно. По ходатайству русского посла в Италии «за соблазнительное поведение» был уволен с должности настоятеля посольской церкви и отчислен в распоряжение Святейшего синода. Вскоре «как бы на исправление» Путята был назначен настоятелем посольской церкви в Париже. Но здесь повторилась та же история, как и в Риме. Скандал, связанный с любовными похождениями Владимира во Франции, получил огласку, и он, обременённый долгами от светской жизни не по средствам, был отозван в распоряжение Синода. Благодаря его связям при дворе эти случаи не помешали его духовной карьере.
6 августа 1907 года в Свято-Троицком соборе Александро-Невской лавры хиротонисан во епископа Кронштадтского, четвёртым викарием Санкт-Петербургской епархии с поручением заведовать всеми русскими заграничными церквами в Европе за исключением церквей, находящихся в Афинах и Константинополе. Чин хиротонии совершали: митрополит Санкт-Петербургский и Ладожский Антоний (Вадковский), архиепископ Тверской и Кашинский Николай (Зиоров), архиепископ Карталинский и Кахетинский Никон (Софийский), архиепископ Финляндский и Выборгский Сергий (Страгородский) и архиепископ Северо-Американский Платон (Рождественский).
С 6 февраля 1909 года — третий викарий, с 30 декабря — второй.
Став архиереем, он продолжал быть кумиром в окружающем его дамском обществе Петербурга, а в ревизионных разъездах по заграничным церквам он последующие годы продолжал жить «в своё удовольствие».
С 18 февраля 1911 года — епископ Омский и Павлодарский.
Духовенство, хотя и знало, что он перемещён в Омск не за блистательную церковную административную работу в прошлом, а за какие-то грешки, боялось его. Здесь он впервые стал проявлять себя как «опытный администратор». Он не терпел возражений, был всегда требователен, особенно внедрял в сознание духовенства дисциплину. Он не любил долго и много говорить и тем более убеждать. Поэтому распоряжения его были краткими, ясными и лаконичными.
С 8 марта 1913 года переведён из обширной богатой Омской епархии в небольшую и малообеспеченную Полоцкую.
В Витебске он прослужил два года. Эти годы он употребил на укрепление своего пошатнувшегося положения в высших сферах Петербурга. В течение только одного года совершил 38 поездок в Петроград, то есть полгода провёл в поездках, так как при каждой поездке, отнимавшей у него на дорогу со сборами около двух суток, он ещё по несколько дней гостил в Петрограде.
11 июля 1914 года был возведён в сан архиепископа и перемещён в богатую кафедру Донскую и Новочеркасскую.
Свои поездки в Петроград он совершал и из Новочеркасска. С первых же дней своего прибытия в столицу Войска донского Новочеркасск, он не стал ладить с наказным атаманом Войска донского. Сошёлся с блиставшей красотой и знатностью княгиней Долгорукой, от которой имел дочь. Наказной атаман представил Синоду жалобу на непозволительные деяния архиерея и требовал убрать его как соблазнителя княгини Долгорукой.
Под давлением жалоб и общественного мнения. Синод определил 10 января 1915 года Владимира перевести на Пензенскую кафедру с явным понижением. 1 февраля прибыл в Пензу.
В архиерейском доме нередко собирались дамы. Захаживала туда и графиня Толстая с 16-летней дочерью Еленой. Архиепископ сам бывал у Толстых, предложив давать девице уроки Закона Божия. За растление дочери мать выгнала его из дому и в апреле 1916 года подала на него жалобу в Святейший синод. Разбирательство длилось долго. В марте 1917 года Синод отстранил Владимира от Пензенской кафедры.
Не подчиняясь административным распоряжениям Синода, Владимир стал самочинно управлять епархией. Патриарх Тихон дважды вызывал Путяту в Петроград, но тот не поехал.
По совокупности жалоб духовенства и верующих Донской и Пензенской епархий Владимир был в 1918 году судим Поместным собором и лишён сана епископа, но оставлен в монашестве. Собор постановил удалить бывшего архиепископа Владимира из Пензы «с правом пребывания во Флорищевой пустыни в течение трёх лет».
Епископ Алексий (Симанский) в 1918 году написал:

Итак, Владимир Путята принял достойное воздаяние за свои злохудожества. И не жаль его. Можно все понять и извинить, но нечистой жизни, нарушения монашеского подвига обетного извинить нельзя; ведь это всецело во власти самого человека и зависит от того, как человек себя направляет и как блюдет себя. И долг Церкви — очищать епископат от подобных нечестивцев, дерзающих попирать величайшую благодать. Но как он сам теперь уложится в рамки рядового монаха, в уединенной обители? Помоги ему Бог не пасть духом.

## В расколе
Решению Собора не подчинился, в монастырь не переехал, а тотчас же при поддержке ВЧК организовал в Пензе «Свободную народную церковь». Власти, стремившиеся расколоть православную церковь изнутри, отдали «народной церкви» кафедральный собор Пензы. В срочном заседании Собор «за неподчинение и презрение канонических правил (как лишённый сана)» отлучил его от церкви.
В последующие годы он продолжал свои деяния в Пензе, ездил в столицу, где безрезультатно хлопотал о пересмотре своего дела.
Феликс Дзержинский в декабре 1920 года так охарактеризовал деятельность Путяты: «Исполкомдух принял ложное направление и стал приспособлять православную Церковь к новым условиям и времени, за что был нами разгромлен, а отцы духовные, вроде архиепископа Владимира (Путяты) Пензенского, оказались несостоятельными по той простой причине, что у него как у заклятого врага советской власти не оказалось достаточной смелости духа и воли для того, чтобы развернуть свою работу во всю ширь и глубь и нанести Церкви сокрушительный удар; вместо этого Путята склочничает и нашёптывает в ВЧК на Тихона, в то же время сам практически ничего не делая для разрушения Церкви».
В начале марта 1922 года Путята, по воспоминаниям современников, покинул Пензу.
После того как обновленцы получили государственную поддержку, Путята сразу же к ним присоединился, даже на несколько дней приезжал в Пензу к своим «друзьям», подал заявление в обновленческий Священный синод о пересмотре своего дела, и президиум ВЦС восстановил его в епископстве и назначил его архиепископом Саратовским.
Вскоре он был снова назначен архиепископом Пензенским и членом обновленческого Священного синода, но в Пензу не поехал.
В 1923 году был участником I обновленческого Собора, на котором подписал акт о низложении святейшего патриарха Тихона.
2 ноября 1923 года сделал попытку провести «торжественное богослужение» в кафедральном соборе Архангельска. «Из-за крайнего возбуждения молящихся, вызванного его появлением», Путята был выведен из алтаря через чёрный ход и получил от совета собора рекомендацию больше не являться в храм. В местное отделение ГПУ поступил донос от обновленцев о существовании в Архангельске организации «монархической окраски», а именно «Объединённого совета верующих». Результатом доноса стал арест почти всего православного духовенство города во главе с епископом Варсонофием (Вихвелиным).
Рассорившись с обновленцами, поддерживаемый узким кругом своих сторонников, Путята в 1926 году самочинно объявил себя архиепископом Уральским.
Осенью 1928 года Владимир Путята принёс келейное покаяние заместителю местоблюстителя патриаршего престола митрополиту Сергию и был принят как монах. Отбывая епитимью, служил псаломщиком в подмосковном селе. Подавал дважды ходатайство во Временный патриарший Священный синод о пересмотре своего дела и о восстановлении в сане епископа, и дважды митрополит Сергий предлагал архиепископу Иувеналию (Масловскому) рассмотреть жалобы Путяты и быть докладчиком Священному синоду по его ходатайству. Рассмотрение жалобы монаха Владимира Путяты дважды слушалось на сессиях Священного синода, но каждый раз Синод выносил отказ о восстановлении его в епископстве в связи с сомнениями в искренности его раскаяния.
После вторичного отказа Владимир Путята послал жалобу на Священный синод Православной церкви патриарху Константинопольскому. Не получая ответа из Константинополя, он стал хлопотать о визе на выезд в Константинополь. Но, не имея поддержки в лице местоблюстителя, потерпел и здесь неудачу.
В 1934 году Владимир Путята начал служить в григорианских храмах города Томска. Был григорианским «митрополитом Томским и всея Сибири».
13 (26) июня 1934 года по представлению преосвященного Новосибирского митрополит Сергий и Временный патриарший Священный синод объявили «монаха Владимира Путяту отпавшим от Святой Церкви и лишённым христианского погребения в случае нераскаянности».

## Последние годы жизни
После крушения ВВЦС остался практически без средств к существованию. Под конец жизни он отошёл от попыток своего восстановления и переехал на жительство в Омск.
Верующие узнали его, хотя и значительно постаревшего. Прежние поклонники и почитательницы поддерживали его существование. Внешне смиряя себя, он имел привычку в воскресные и праздничные дни стоять на паперти среди нищих и с протянутой рукой элегантно громко напоминать о себе великими словами: «ради Христа» подайте на пропитание. Иногда он прибавлял — «потерпевшему за правду». Верующие оделяли его деньгами и продуктами. Но постепенно он терял силы, слабел и реже стал приходить в храм. Нужда подкрадывалась к нему, бывшие друзья стали оставлять его, стали редеть и ряды бывших поклонниц, и угас он навсегда на глазах и руках немногих из его некогда многочисленных почитателей.
После 1934 года он находился в заключении.
Перед смертью покаялся перед протоиереем Вениамином Тихоницким, который принял его в сане монаха и напутствовал перед кончиной. В 1943 году патриарший местоблюститель митрополит Сергий (Страгородский) по этому поводу писал: «Без Вас Владимиру угрожала смерть вне Св. Церкви. Известие о сделанном Вами заставило многих из нас радостно перекреститься: Слава Господу, не хотящему смерти грешника и устроившему Путяте христианскую кончину!»
Год смерти Путяты точно не известен. Называются разные даты: февраль — март 1936 (Краснов-Левитин и Шавров), 1937 (Дворжанский) и даже начало 1941 (Следственное дело патриарха Тихона). Согласно Пензенской энциклопедии, умер в нищете в 1937 году в Вятке (Кирове). Согласно справке от 10 декабря 1969 года, подписанной начальником Центрального архива КГБ при Совете министров СССР Губановым и направленной в адрес руководства Института марксизма-ленинизма при ЦК КПСС, Путята в 1935 году был «осужден к 3 годам лишения свободы и, отбывая срок наказания, в 1936 г. умер». По частным сведениям, он был погребён на городском кладбище. Кладбище не сохранилось.

## Сочинения
- «Религиозные преступления и их наказуемость по Русско-Византийскому праву». Кандидатское сочинение. 1901.
- «Государственное положение Церкви и религии в Италии». Магистерская диссертация. Казань, 1906.
- Отзыв о магистерской диссертации // «Православный собеседник» 1909, июль-август, с. 12, 16.